# Hilton Worldwide
A Hilton Worldwide Holdings Inc., anteriormente chamada de Hilton Hotels Corporation, é uma empresa norte-americana de hotelaria sediada em Tysons Corner, Virgínia. Fundada em 1919 por Conrad Hilton, ela administra um enorme portfólio de mais de 5200 hotéis e resorts ao redor de todo o mundo.

## Marcas
Luxo
- Conrad Hotels & Resorts
- Waldorf Astoria Hotels & Resorts

Serviço completo
- Curio
- Hilton Hotels & Resorts
- Tapestry Collection by Hilton
- DoubleTree

Serviço focado
- Hampton by Hilton
- Hilton Garden Inn
- Tru by Hilton

Suítes
- Embassy Suites by Hilton
- Home2 Suites by Hilton
- Homewood Suites by Hilton

Estilo de vida
- Canopy by Hilton

Timeshare
- Hilton Grand Vacations